# 이반 라키티치
이반 라키티치(크로아티아어: Ivan Rakitić, 1988년 3월 10일 ~ )는 크로아티아의 은퇴한 축구 선수로, 현역 시절 포지션은 미드필더였다.
묄린에서 태어난 라키티치는 스위스 슈퍼리그의 명문 클럽인 바젤에서 프로 경력을 시작해 두 시즌간 활약하였다. 그는 스위스와 크로아티아 이중국적이었으나 라키티치는 그의 혈통에 따라 크로아티아 대표팀을 택했다.

## 생애
이반 라키티치는 크로아티아인 가정에서 태어났다. 그의 부모는 크로아티아에서 내전이 일어나기 전에 스위스로 이주하였다. 라키티치의 아버지인 루카와 그의 가족은 크로아티아 시키레프치에 근본을 두고 있는 반면 라키티치의 어머니 그리고 그녀의 가족은 보스니아 제프체에 근본을 둔 보스니아계 크로아티아인이다.
라키티치는 그의 어린시절과 유소년 경력을 스위스에서 보냈다. 라키티치의 아버지와 형 또한 축구 선수였고, 이러한 배경으로 인해 그가 기초 교육을 마쳤음에도 이 같은 목표에 강한 관심을 가진 것도 그다지 놀랍지만은 않은 사실임을 알 수 있다.
그 뒤로 라키티치는 그의 가족들의 격려하에 운동 선수로서의 경력을 꾸려나갈 수 있게 되었다. 비록 그의 가족이 라키티치가 작은 리그에서 더 뛸 수 있도록 바젤에 머물기로 결정했음에도 불구하고, 그의 나이 16세때 라키티치는 유럽 최고의 스카우터들로부터 젊은 잠재성을 인정받게 되었다.

## 클럽 경력

### 바젤
유스팀에서 짧은 시간을 보낸 후, 라키티치는 2005년 9월 29일에 NK 쉬로키 브리예그와의 UEFA 컵 원정 경기에서 FC 바젤에서의 데뷔 경기를 가졌고, 2006년 4월 15일 뇌샤텔 크사막스와의 원정 경기에서 첫 스위스 슈퍼리그 출장을 기록했다. 비록 이 두 경기가 라키티치의 FC 바젤 첫시즌의 전부일 뿐이었지만 그의 두 번째 시즌에서는 스위스 슈퍼리그 33경기 출전에 11골을 기록해 팀을 위해 커다란 기여를 하였다. 또한 이 시즌 UEFA 컵에서 9경기를 출장해 라키티치는 2006-2007 스위스 슈퍼리그 최우수 영 플레이어 상과 함께 FC 세인트 갈렌을 상대로 넣은 인상적인 골로 인하여 '올해의 골' 상을 수상하였다.

### 샬케 04
어린 나이에 인상적인 모습을 보여준 뒤로, 라키티치는 자신의 유망한 능력에 관심을 보이고 있는 유럽 빅클럽들로부터 찬사를 받아왔다. 이러한 결과로, 2007년 6월 22일 그는 결국 독일 분데스리가의 샬케 04와 계약을 맺었다. 클럽의 감독인 미르코 슬롬카는 라키티치가 그해 갈라타사라이 SK로 떠난 브라질 미드필더 린코웅을 대체할 수 있을 것이라 보았다.
라키티치는 2007년 7월 21일, 카를스루에 SC와의 리가포칼 경기에서 샬케 선수로서의 데뷔전을 가졌다, 그리고 결국 샬케 04가 준우승으로 마친 이 대회의 나머지 두 경기서 모습을 드러냈다. 2007년 8월 5일, SC 아인트라흐트 트리어 05와의 DFB-포칼 1회전 원정경기에서 라키티치는 샬케 04 이적 후 데뷔골을 기록했고 이 경기서 샬케 04는 9-0 승리를 기록했다.
2007년 8월 10일, 분데스리가의 새로운 시즌이 디펜딩 챔피언 VfB 슈투트가르트와 FC 샬케 04와의 경기로 개막했고, 라키티치는 후반 교체로 들어온지 7분만에 그의 첫 분데스리가 데뷔골을 신고했다. 팀은 슈투트가르트와 2-2 무승부를 기록했다. 2007년 9월 15일, 라키티치는 FC 바이에른 뮌헨과의 경기서 팀의 유일한 골을 기록하며 1-1 무승부를 이끌어 가까스로 인상을 주었다. 3일 후, 라키티치는 발렌시아 CF에게 홈에서 1-0으로 패배한 경기에서 UEFA 챔피언스리그 데뷔전을 가졌다. 그는 UEFA 챔피언스리그 2007-08에서 7경기를 출장했고, 첼시 FC와의 조별 예선 경기에서는 팀의 미드필드에서 강하고 인상적인 활약을 보이기도 했다. 그와 팀 동료 믈라덴 크르스타이치는 밤늦게 나이트파티를 하고 다음날 훈련을 불참한 죄로 로센보르그 BK와의 경기서 일시적으로 제외되기도 하였다. 그의 팀이 FC 포르투와의 승부차기에서 승리하고 최초로 8강에 오르는데 공헌하였으나, 라키티치는 훈련중 당한 발목 부상으로 인해 다음 상대인 FC 바르셀로나와의 경기를 결장하게 되었다. 샬케 04는 토너먼트에서 탈락했고 라키티치는 몇달간을 더 결장 해야했다.
부상으로부터 돌아온 즉후, 라키티치는 VfL 보훔을 상대로 1골과 2어시스트를 기록하며 팀의 3-0 승리를 이끌고 최고의 폼을 되찾는데 성공하였고, FC 샬케 04는 최소 리그 3위를 확정지으며 더불어 다음 시즌 UEFA 챔피언스리그 출전권을 획득하게 되었다. 다음경기인 아인트라흐트 프랑크푸르트전에서 라키티치는 믈라덴 크르스타이치의 그 경기서 유일한 골을 어시스트하며 팀의 긍정적인 시즌 마무리를 이끌어냈다. 결과적으로 그는 그의 첫 분데스리가 시즌을 29경기 출장 3골 10어시스트로 마쳤다.
이어진 시즌에서 라키티치는 왼쪽 공격수로 보직을 바꾸고 개막전인 하노버 96을 상대로 2어시스트를 기록해 3-0 승리를 이끌어내 환상적인 스타트를 끊었다. 그러나 2년차 징크스가 발동한 탓인지 이후 내리 10경기동안 아무 스탯도 찍지 못한채, 전반기에는 평균 3.9의 저조한 평점을 기록한다. 야심차게 영입한 올란도 엥헬라르가 기대 이하의 활약을 보임에 따라 전반기 끝자락에 중앙 미드필더에 몇번 출전하였지만 그다지 활약은 하지 못한채 11경기 0골 3어시스트로 전반기를 마무리했다. 2009년 1월 27일 DFB-포칼 FC 카를 차이스 예나와의 경기에선 1골 1어시스트를 기록하며 팀의 4-1 승리에 공헌해 화려한 후반기 부활을 예고하기도 하였다. 그 뒤로 FC 쾰른, 카를스루에 SC, 바이어 레버쿠젠 그리고 TSG 1899 호펜하임을 상대로 어시스트를 기록한채 결국 2008-09 시즌을 1골 7어시스트(컵 포함 2골 8어시스트)로 끝마쳤다.
2009-10 시즌, FC 샬케 04의 새 감독으로 '분데스 우승청부사'라 불리는 펠릭스 마가트가 부임하였고, 라키티치는 이 불호랑이 감독 하에 최고의 시즌을 구가한다. 2010년 2월 26일 보루시아 도르트문트와의 일명 '루르 더비'전서 기록한 멋진 감아차기 골을 필두로 이어지는 아인트라흐트 프랑크푸르트전에서도 골을 기록해 2경기 연속골을 달성했고 2010년 4월 17일 보루시아 뮌헨글라드바흐전에서는 입단 최초로 멀티골을 기록하는 기염을 토해내기도 하였다. 그렇게 최종 스탯 7골 2어시스트로 FC 샬케 04가 준우승으로 시즌을 마치는데 공헌한 라키티치는 더욱 성숙하고 발전된 모습을 보여주면서 앞으로의 기대감을 한층 드높였다.

### 세비야 FC
2011년 1월 27일, 스페인의 구단 세비야 FC는 라키티치의 영입을 공식 발표했다. 계약 기간은 4년반이며, 등번호는 25번을 배정받았다. 2011년 2월 21일 에르쿨레스 CF와의 홈경기에서 결승 데뷔골을 기록했다. 그리고 2011년 2월 27일 아틀레티코 마드리드와의 원정경기에서 또 다시 골을 기록, 2경기 연속골 기록을 수립하였다. 연이은 경기 내내 세비야의 새로운 에이스로 활약하면서 라키티치는 결국 라리가 데뷔 첫시즌을 16경기 출장 5골 3어시스트로 마치게 되었다.
2011-12 시즌 라키티치는 새로운 등번호 11번을 배정 받아 기존의 공격형 미드필더 자리 대신 주로 중앙 미드필더에서 가리 메델과 짝을 이뤄 뛰었으며 시즌 내내 피오트르 트로호프스키와의 로테이션 체제를 구성했다. 비록 첫시즌에 비해 골수는 줄었지만 6개의 어시스트를 기록하며 세비야에서의 두 번째 시즌을 마무리했다.
2013-14 시즌에서는 레알마드리드를 상대로 멋진 개인기를 보여주며 2대1로 격파하였고 또한, UEFA 유로파리그 2013-14 우승에 공헌하였다. 그 후 FC 바르셀로나와 강력히 링크되었다.

### FC 바르셀로나
2014년 6월 17일, 프리메라리가의 구단 FC 바르셀로나는 라키티치의 영입을 공식 발표했다.
라키티치는 2015년 6월 7일, 유벤투스와의 2015 UEFA 챔피언스리그 결승전 경기에서 선제골을 기록하였다. 팀은 3-1로 승리.

### 세비야 FC 복귀
2020년 9월 1일 6년 전에 떠난 세비야로 이적해 돌아왔다.

## 국가대표팀 경력
비록 스위스 U-17, U-19 그리고 U-21 대표팀을 거쳤지만, 라키티치는 슬라벤 빌리치 감독에게 전화해 크로아티아 성인 대표팀에서 뛸 것임을 결정했다. 하지만 라키티치의 결정은 그의 출생국가인 스위스 축구 협회의 강한 분노를 불러일으켰고, 그의 가족들은 상당한 위협을 받아왔다. 그리고 들리는 바에 의하면 그의 아버지는 심지어 스위스 시민권조차도 포기했다고 한다.
라키티치는 2007년 9월 8일 에스토니아와의 UEFA 유로 2008 예선경기에서 크로아티아 대표팀 선수로서의 첫 데뷔전을 가졌고, 교체로 투입되면서 팬들의 열렬한 환호를 받았다. 이어지는 예선 경기중 2007년 9월 12일 안도라를 상대로 크로아티아가 6-0 승리를 거둔 경기에서 라키티치는 단 두경기째 출전만에 대표팀에서의 첫골을 기록하였다. 그는 5경기의 국가대표팀 출장을 기록하며 2007년을 마무리했고 그 중 4경기는 성공적인 UEFA 유로 2008 예선경기였다.
2008년 5월초, 라키티치는 유로 2008 크로아티아 축구 국가대표팀 명단에 이름을 올렸고, 그는 두 번째로 어린 선수였다. 독일과의 경기서 선발 선수로 첫 출장하였고 게다가 골포스트를 맞는 슛을 날려 팀동료 이비차 올리치의 2번째 골을 도우며 팀의 2-1 승리에 공헌하였다. 터키와의 8강 경기에서도 공격적인 임무를 도맡으며 활약했음에도, 라키티치는 이어지는 승부차기에서 크로아티아의 세 개의 실축 중 하나를 기록하며 터키의 극적인 승리를 지켜볼 수 밖에 없었다.
2009년에는 루마니아와 벨라루스를 상대로 각각 한골씩을 기록했으며, 2010년에는 웨일스를 상대한 경기에서 멋진 선제골을 넣기도 하였다.
2018년 FIFA 월드컵에서는 팀을 준우승으로 이끄는 데 지대한 공헌을 했는데 이 과정에서 조별리그 아르헨티나전에서 니콜라스 오타멘디에게 머리를 발로 가격당하기도 했다.

## 경력 통계

### 클럽 기록
| 클럽        | 시즌        | 리그 | 리그 | 컵   | 컵   | UEFA | UEFA | 기타 | 기타 | 합계 | 합계 |
| 클럽        | 시즌        | 경기 | 득점 | 경기 | 득점 | 경기 | 득점 | 경기 | 득점 | 경기 | 득점 |
| ----------- | ----------- | ---- | ---- | ---- | ---- | ---- | ---- | ---- | ---- | ---- | ---- |
| 바젤        | 2005–06     | 1    | 0    |      |      | 1    | 0    |      |      | 2    | 0    |
| 바젤        | 2006–07     | 33   | 11   |      |      | 5    | 0    |      |      | 38   | 11   |
| 바젤        | 합계        | 34   | 11   |      |      | 6    | 0    |      |      | 40   | 11   |
| 샬케 04     | 2007–08     | 29   | 3    | 6    | 1    | 7    | 0    |      |      | 42   | 4    |
| 샬케 04     | 2008–09     | 23   | 1    | 4    | 1    | 7    | 1    |      |      | 34   | 3    |
| 샬케 04     | 2009–10     | 29   | 7    | 4    | 0    | —    | —    |      |      | 33   | 7    |
| 샬케 04     | 2010–11     | 16   | 1    | 4    | 1    | 5    | 0    |      |      | 25   | 2    |
| 샬케 04     | 합계        | 97   | 12   | 18   | 3    | 19   | 1    |      |      | 134  | 16   |
| 세비야      | 2010–11     | 13   | 5    | 1    | 0    | 2    | 0    |      |      | 16   | 5    |
| 세비야      | 2011–12     | 36   | 0    | 3    | 1    |      |      |      |      | 39   | 1    |
| 세비야      | 2012–13     | 34   | 8    | 8    | 3    |      |      |      |      | 42   | 11   |
| 세비야      | 2013-14     | 34   | 12   |      |      | 18   | 3    |      |      | 52   | 15   |
| 세비야      | 합계        | 117  | 25   | 12   | 4    | 20   | 3    |      |      | 149  | 32   |
| 바르셀로나  | 2014-15     | 32   | 5    | 7    | 1    | 12   | 2    |      |      | 51   | 8    |
| 바르셀로나  | 2015-16     | 36   | 7    | 6    | 0    | 10   | 2    | 5    | 0    | 57   | 9    |
| 바르셀로나  | 2016-17     | 32   | 8    | 8    | 1    | 9    | 0    | 2    | 0    | 51   | 9    |
| 바르셀로나  | 2017-18     | 35   | 1    | 8    | 2    | 10   | 1    | 2    | 0    | 55   | 4    |
| 바르셀로나  | 2018-19     | 34   | 3    | 7    | 1    | 12   | 1    | 1    | 0    | 54   | 5    |
| 바르셀로나  | 2019-20     | 31   | 1    | 3    | 0    | 7    | 0    | 1    | 0    | 42   | 1    |
| 바르셀로나  | 합계        | 200  | 25   | 39   | 5    | 60   | 6    | 11   | 0    | 310  | 36   |
| 세비야      | 2020-21     | 37   | 4    | 4    | 2    | 8    | 2    | 1    | 0    | 50   | 8    |
| 세비야      | 2021-22     | 35   | 4    | 3    | 0    | 8    | 3    |      |      | 46   | 7    |
| 세비야      | 2022-23     | 31   | 1    | 5    | 1    | 15   | 0    |      |      | 51   | 2    |
| 세비야      | 2023-24     | 18   | 2    | 2    | 0    | 6    | 0    | 1    | 0    | 27   | 2    |
| 세비야      | 합계        | 121  | 11   | 14   | 3    | 37   | 5    | 2    | 0    | 174  | 19   |
| 알샤밥      | 2023-24     | 8    | 1    |      |      |      |      |      |      | 8    | 1    |
| 하이두크    | 2024-25     | 30   | 2    | 1    | 0    | 3    | 0    |      |      | 34   | 2    |
| 커리어 합계 | 커리어 합계 | 628  | 96   | 88   | 15   | 149  | 15   | 17   | 0    | 882  | 126  |

기준일 : 2025년 4월 23일

### 국가대표팀 득점 기록
이반 라키티치: 국가대표 득점 기록
| #  | 일정             | 장소       | 상대         | 득점 | 결과 | 대회                              |
| -- | ---------------- | ---------- | ------------ | ---- | ---- | --------------------------------- |
| 1. | 2007년 9월 12일  | 안도라     | 안도라       | 6–0  | 6–0  | 유로 2008 예선                    |
| 2. | 2008년 8월 20일  | 슬로베니아 | 슬로베니아   | 1–1  | 3–2  | 친선 경기                         |
| 3. | 2008년 8월 20일  | 슬로베니아 | 슬로베니아   | 3–2  | 3–2  | 친선 경기                         |
| 4. | 2008년 10월 15일 | 크로아티아 | 안도라       | 1–0  | 4–0  | 2010년 FIFA 월드컵 유럽 지역 예선 |
| 5. | 2008년 10월 15일 | 크로아티아 | 안도라       | 4–0  | 4–0  | 2010년 FIFA 월드컵 유럽 지역 예선 |
| 6. | 2009년 2월 11일  | 루마니아   | 루마니아     | 1–1  | 2–1  | 친선 경기                         |
| 7. | 2009년 9월 5일   | 크로아티아 | 벨라루스     | 1–0  | 1–0  | 2010년 FIFA 월드컵 유럽 지역 예선 |
| 8. | 2010년 5월 23일  | 크로아티아 | 웨일스       | 1–0  | 2–0  | 친선 경기                         |
| 9. | 2012년 10월 12일 | 마케도니아 | 북마케도니아 | 1–2  | 1–2  | 2014년 FIFA 월드컵 유럽 지역 예선 |

## 플레이 스타일
라키티치는 대개 그의 완숙하고 공격적인 플레이 스타일을 이용한다. 분데스리가의 샬케에서 뛰는 동안에, 그는 대부분 플레이메이커로 창조적인 공격을 가능케 하거나 볼을 소유하는 동안 점유율을 높이는데 활용되어왔다. 그는 자신의 팀이 수비적인 게임을 할 때엔 본인에게는 더 적은 임무인 수비에 공헌하기도 한다. 그는 종종 샬케와 크로아티아 축구 국가대표팀에서 세트피스를 맡는다.
국가대표로 활동하면서, 라키티치는 현재 감독인 슬라벤 빌리치에 의해 스트라이커와 같이 더 공격적인 포지션을 맡기도 하였다. 하지만, 그의 미드필더 능력은 크로아티아의 많은 패스로 이루어지는 유동적인 플레이에 상당히 좋은 화합 효과를 가져왔고 그에게 왼쪽 측면을 맡기면서 창조적인 공격이 이루어지도록 하기도 한다. 그는 많은 경기에서 좋은 공격적 지능을 보여왔고, 정확한 패스 능력 그리고 예측할 수 없는 슛 정확도 또한 그의 강점들 중 하나이다.
그의 드리블 능력과 슈팅 능력, 그리고 국가대표에서의 등번호인 7번으로 인해 라키티치는 '크로아티아의 호날두'로 불리곤 한다.

## 개인 생활
라키티치에게는 데얀이라는 이름을 가진 형이 있다, 그 또한 축구선수였으나 심한 부상으로 인해 활동을 재개할 수가 없게 되었다. 라키티치는 그런 그를 응원하기 위해서 자신의 오른쪽 팔에 형의 이름인 'Dejan'을 문신으로 새겼다. 또한 니콜이라는 이름의 여동생이 있으며 라키티치는 스페인어,스위스 독일어, 크로아티아어 그리고 영어에 유창하다.
그의 형 데얀 라키티치는 2008년 스위스 슈퍼리그 블랙 스타즈와 계약해 복귀하였다.

## 수상

#### FC 바젤
- 스위스 컵 : 2006-07

#### FC 샬케 04
- DFB 포칼 : 2010-11

#### 세비야 FC
- UEFA 유로파리그 : 2013-14, 2022-23

#### FC 바르셀로나
- 라리가 : 2014–15, 2015–16, 2017–18, 2018–19
- 국왕컵 : 2014–15, 2015–16, 2016–17, 2017–18
- 수페르코파 데 에스파냐 : 2016, 2018
- UEFA 챔피언스리그 : 2014-15
- UEFA 슈퍼컵 : 2015
- FIFA 클럽 월드컵 : 2015

#### 크로아티아
- FIFA 월드컵 : 준우승 (2018)[2]

### 개인
- 스위스 슈퍼 리그 올해의 영플레이어 : 2006-07
- 스위스 슈퍼 리그 올해의 골 : 2006-07
- 라리가 페이플레이 상 : 2013-14
- 라리가 시즌의 팀 : 2013-14, 2014-15
- 라리가 이 달의 선수 : 2014년 1월
- 라리가 이 달의 골 : 2023년 11월
- UEFA 유로파리그 결승전 MoM : 2014
- UEFA 유로파리그 시즌의 스쿼드 : 2013-14, 2022-23
- UEFA 챔피언스리그 시즌의 스쿼드 : 2014-15
- 크로아티아 올해의 축구 선수 : 2015
- 크로아티아 올해의 운동 선수 : 2015
- FIFPRO 월드 11 후보 : 2018
- 브라니미르 공작 훈장 : 2018

## 같이 보기
- A매치 100경기 이상 출전한 축구 선수 명단